# End of the Road
«End of the Road» es una canción del grupo estadounidense Boyz II Men. Fue publicado el 30 de junio de 1992 como el quinto sencillo de su álbum debut Cooleyhighharmony (1991).

## Composición y arreglos
Fue compuesta en un compás de 12
8 con un tempo de 50 pulsaciones por minuto y está escrita en la tonalidad de mi bemol mayor. «End of the Road» ha sido descrita como una canción de R&B y góspel. Fue escrita por L.A. Reid, Babyface y Daryl Simmons, y fue producida por los dos primeros. «End of the Road» se grabó en Studio 4, en Filadelfia, Pensilvania.

## Recepción de la crítica
Larry Flick de Billboard comentó: “Es bueno escuchar algo nuevo de este grupo maravillosamente talentoso”. Describió la canción como una “melodía pop/R&B retrospectiva”, y agregó que “esas armonías ahora reconocibles se deslizan sobre una melodía oscilante de doo-wop, haciendo de la pista el complemento perfecto para una velada romántica. Tiene las marcas de un importante éxito multiformato”. La revista británica Music Week describió la canción como “una balada superior aunque estilizada, con un canturreo clásico y conmovedor y un acabado suavemente pulido, parece que también tendrá un gran éxito aquí. El lindo final acapella añade atractivo”. Jonathan Bernstein de Spin lo consideró “lúgubre”.

## Galardones
| Año  | Premio         | Categoría                                             | Resultado | Ref.  |
| ---- | -------------- | ----------------------------------------------------- | --------- | ----- |
| 1992 | Premios Grammy | Mejor Interpretación de R&B de un Dúo o Grupo con Voz | Ganador   | [ 9 ] |
| 1992 | Premios Grammy | Mejor Canción R&B                                     | Ganador   | [ 9 ] |

## Lista de canciones
| US 7" single |                                                |          |  |
| N.º          | Título                                         | Duración |  |
| 1.           | «End of the Road» (Radio Edit w/Acappella End) | 4:13     |  |
| 2.           | «1-4-All-4-1» (LP Version)                     | 4:14     |  |

| UK 7" single |                                          |          |  |
| N.º          | Título                                   | Duración |  |
| 1.           | «End of the Road» (Pop Edit)             | 3:39     |  |
| 2.           | «End of the Road» (Versión instrumental) | 5:16     |  |

| UK 12" single |                                                |          |  |
| N.º           | Título                                         | Duración |  |
| 1.            | «End of the Road» (Pop Edit)                   | 3:39     |  |
| 2.            | «End of the Road» (Radio Edit w/Acappella End) | 4:13     |  |
| 3.            | «End of the Road» (LP Version)                 | 5:50     |  |
| 4.            | «End of the Road» (versión instrumental)       | 5:16     |  |

## Posicionamiento

### Gráfica semanal
| Gráfica (1992–93)                                        | Pico de posición |
| -------------------------------------------------------- | ---------------- |
| Alemania (Official German Charts)                        | 6                |
| Australia (Kent Music Report)                            | 1                |
| Austria (Ö3 Austria Top 40)                              | 19               |
| Bélgica (Flandes) (Ultratop 50 Singles)                  | 3                |
| Canadá (RPM Top Singles)                                 | 3                |
| Dinamarca (IFPI Danmark)                                 | 6                |
| Estados Unidos (Billboard Hot 100)                       | 1                |
| Estados Unidos (Billboard Adult Contemporary)            | 1                |
| Estados Unidos (Billboard Hot R&B/Hip-Hop Songs)         | 1                |
| Estados Unidos (Billboard Hot R&B/Hip-Hop Singles Sales) | 1                |
| Estados Unidos (Billboard Pop Airplay)                   | 1                |
| Estados Unidos (Billboard R&B/Hip-Hop Airplay)           | 1                |
| Estados Unidos (Billboard Radio Songs)                   | 1                |
| Estados Unidos (Billboard Rhythmic Airplay)              | 1                |
| Estados Unidos (Cash Box Top 100 Pop Singles)            | 1                |
| Estados Unidos (Cash Box Top 100 R&B Singles)            | 1                |
| Europa (Eurochart Hot 100 Singles)                       | 1                |
| Europa (European Dance Radio)                            | 10               |
| Francia (SNEP)                                           | 7                |
| Irlanda (Irish Singles Chart)                            | 1                |
| Noruega (VG-lista)                                       | 3                |
| Nueva Zelanda (Recorded Music NZ)                        | 1                |
| Panamá (El Siglo de Torreón)                             | 7                |
| Países Bajos (Nederlandse Top 40)                        | 1                |
| Países Bajos (Single Top 100)                            | 1                |
| Reino Unido (UK Singles Chart)                           | 1                |
| Suecia (Sverigetopplistan)                               | 2                |
| Suiza (Schweizer Hitparade)                              | 7                |
| Zimbabue (ZIMA)                                          | 1                |

| Gráfica (2011)                                 | Pico de posición |
| ---------------------------------------------- | ---------------- |
| Reino Unido (UK Hip Hop and R&B Singles Chart) | 21               |

| Gráfica (2021–22)                                                   | Pico de posición |
| ------------------------------------------------------------------- | ---------------- |
| Estados Unidos (Billboard Greatest of All Time Hot 100 Songs)       | 61               |
| Estados Unidos (Billboard Greatest of All Time Songs of the Summer) | 137              |
| Estados Unidos (Billboard R&B/Hip-Hop Digital Song Sales)           | 23               |
| Reino Unido (Singles Sales Chart)                                   | 63               |

### Gráfica de fin de año
| Gráfica (1992)                                   | Pico de posición |
| ------------------------------------------------ | ---------------- |
| Alemania (Official German Charts)                | 77               |
| Australia (ARIA Charts)                          | 3                |
| Bélgica (Flandes) (Ultratop 50 Singles)          | 74               |
| Canadá (RPM Top Singles)                         | 33               |
| Estados Unidos (Billboard Hot 100)               | 1                |
| Estados Unidos (Billboard Hot 100 Singles Sales) | 3                |
| Estados Unidos (Billboard Hot R&B/Hip-Hop Songs) | 4                |
| Estados Unidos (Cash Box Top 100 Pop Singles)    | 1                |
| Estados Unidos (Cash Box Top 100 R&B Singles)    | 1                |
| Europa (Eurochart Hot 100 Singles)               | 39               |
| Nueva Zelanda (Recorded Music NZ)                | 4                |
| Países Bajos (Nederlandse Top 40)                | 9                |
| Países Bajos (Single Top 100)                    | 18               |
| Reino Unido (UK Singles Chart)                   | 6                |

| Gráfica (1993)                    | Pico de posición |
| --------------------------------- | ---------------- |
| Alemania (Official German Charts) | 100              |
| Nueva Zelanda (Recorded Music NZ) | 38               |
| Países Bajos (Single Top 100)     | 73               |

### Gráfica de fin de década
| Gráfica (1990–1999)                | Pico de posición |
| ---------------------------------- | ---------------- |
| Estados Unidos (Billboard Hot 100) | 6                |

### Gráfica de todos los tiempos
| Gráfica (1958–2018)                | Pico de posición |
| ---------------------------------- | ---------------- |
| Estados Unidos (Billboard Hot 100) | 55               |

## Certificaciones y ventas
| País                  | Certificación | Ventas    |
| --------------------- | ------------- | --------- |
| Australia (ARIA)      | Platino       | 70,000    |
| Estados Unidos (RIAA) | Platino       | 1,000,000 |
| Nueva Zelanda (RMNZ)  | Platino       | 10,000    |
| Países Bajos (NVPI)   | Oro           | 50,000    |
| Reino Unido (BPI)     | Platino       | 600,000   |